# Grand Prix USA 2002
Grand Prix USA 2002 (XXXI. SAP United States Grand Prix ), 16. závod 53. ročníku mistrovství světa jezdců Formule 1 a 44. ročníku poháru konstruktérů, historicky již 696. grand prix, se již tradičně odehrála na okruhu v Indianapolisu.

## Výsledky

### Kvalifikace
| Pořadí | Číslo | Pilot                 | Konstruktér        | Čas      | Odstup |
| ------ | ----- | --------------------- | ------------------ | -------- | ------ |
| 1      | 1     | Michael Schumacher    | Ferrari            | 1:10.790 |        |
| 2      | 2     | Rubens Barrichello    | Ferrari            | 1:11.058 | +0.268 |
| 3      | 3     | David Coulthard       | McLaren – Mercedes | 1:11.413 | +0.623 |
| 4      | 6     | Juan Pablo Montoya    | Williams – BMW     | 1:11.414 | +0.624 |
| 5      | 5     | Ralf Schumacher       | Williams – BMW     | 1:11.587 | +0.797 |
| 6      | 4     | Kimi Raikkonen        | McLaren – Mercedes | 1:11.633 | +0.843 |
| 7      | 11    | Jacques Villeneuve    | BAR – Honda        | 1:11.738 | +0.948 |
| 8      | 14    | Jarno Trulli          | Renault            | 1:11.888 | +1.098 |
| 9      | 9     | Giancarlo Fisichella  | Jordan – Honda     | 1:11.902 | +1.112 |
| 10     | 7     | Nick Heidfeld         | Sauber – Petronas  | 1:11.953 | +1.163 |
| 11     | 8     | Heinz-Harald Frentzen | Sauber – Petronas  | 1:12.083 | +1.293 |
| 12     | 12    | Olivier Panis         | BAR – Honda        | 1:12.161 | +1.371 |
| 13     | 16    | Eddie Irvine          | Jaguar – Ford      | 1:12.282 | +1.492 |
| 14     | 15    | Jenson Button         | Renault            | 1:12.401 | +1.611 |
| 15     | 10    | Takuma Sato           | Jordan – Honda     | 1:12.647 | +1.857 |
| 16     | 25    | Allan McNish          | Toyota             | 1:12.723 | +1.933 |
| 17     | 17    | Pedro de la Rosa      | Jaguar – Ford      | 1:12.739 | +1.949 |
| 18     | 23    | Mark Webber           | Minardi – Asiatech | 1:13.128 | +2.338 |
| 19     | 24    | Mika Salo             | Toyota             | 1:13.213 | +2.423 |
| 20     | 22    | Alex Yoong            | Minardi – Asiatech | 1:13.809 | +3.019 |

### Závod
| Pořadí | Číslo | Jezdec                | Konstruktér      | Kola | Čas/odstoupení | Start | Body |
| ------ | ----- | --------------------- | ---------------- | ---- | -------------- | ----- | ---- |
| 1      | 2     | Rubens Barrichello    | Ferrari          | 73   | 1:31:07.934    | 2     | 10   |
| 2      | 1     | Michael Schumacher    | Ferrari          | 73   | + 0.011        | 1     | 6    |
| 3      | 3     | David Coulthard       | McLaren-Mercedes | 73   | + 7.799        | 3     | 4    |
| 4      | 6     | Juan Pablo Montoya    | Williams-BMW     | 73   | + 9.911        | 4     | 3    |
| 5      | 14    | Jarno Trulli          | Renault          | 73   | + 56.847       | 8     | 2    |
| 6      | 11    | Jacques Villeneuve    | BAR-Honda        | 73   | + 58.211       | 7     | 1    |
| 7      | 9     | Giancarlo Fisichella  | Jordan-Honda     | 72   | +1 kolo        | 9     |      |
| 8      | 15    | Jenson Button         | Renault          | 72   | +1 kolo        | 14    |      |
| 9      | 7     | Nick Heidfeld         | Sauber-Petronas  | 72   | +1 kolo        | 10    |      |
| 10     | 16    | Eddie Irvine          | Jaguar-Cosworth  | 72   | +1 kolo        | 13    |      |
| 11     | 10    | Takuma Sato           | Jordan-Honda     | 72   | +1 kolo        | 15    |      |
| 12     | 12    | Olivier Panis         | BAR-Honda        | 72   | +1 kolo        | 12    |      |
| 13     | 8     | Heinz-Harald Frentzen | Sauber-Petronas  | 71   | +2 kola        | 11    |      |
| 14     | 24    | Mika Salo             | Toyota           | 71   | +2 kola        | 19    |      |
| 15     | 25    | Allan McNish          | Toyota           | 71   | +2 kola        | 16    |      |
| 16     | 5     | Ralf Schumacher       | Williams-BMW     | 71   | +2 kola        | 5     |      |
| Ret    | 4     | Kimi Räikkönen        | McLaren-Mercedes | 50   | Motor          | 6     |      |
| Ret    | 22    | Alex Yoong            | Minardi-Asiatech | 46   | Motor          | 20    |      |
| Ret    | 23    | Mark Webber           | Minardi-Asiatech | 38   | Řízení         | 18    |      |
| Ret    | 17    | Pedro de la Rosa      | Jaguar-Cosworth  | 27   | Převodovka     | 17    |      |

## Průběžné pořadí šampionátu
Pohár jezdců
| Pořadí | Jezdec             | Body |
| ------ | ------------------ | ---- |
| 1      | Michael Schumacher | 134  |
| 2      | Rubens Barrichello | 71   |
| 3      | Juan Pablo Montoya | 47   |
| 4      | Ralf Schumacher    | 42   |
| 5      | David Coulthard    | 41   |

Pohár konstruktérů
| Pořadí | Tým              | Body |
| ------ | ---------------- | ---- |
| 1      | Ferrari          | 205  |
| 2      | Williams-BMW     | 89   |
| 3      | McLaren-Mercedes | 61   |
| 4      | Renault          | 22   |
| 5      | Sauber-Petronas  | 11   |